# Messa rossa

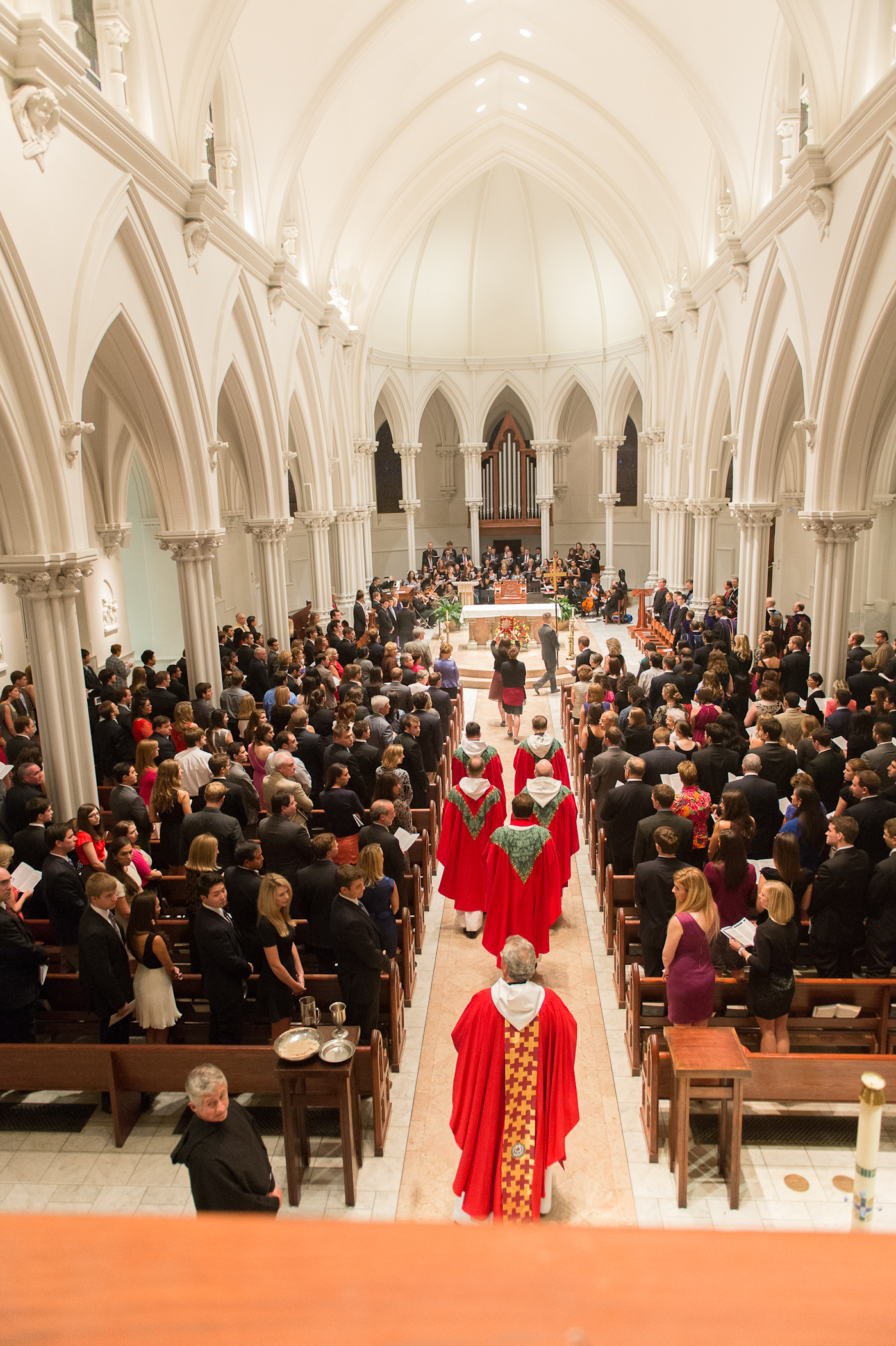
Messa rossa all'Università di Villanova nel 2012

Una messa rossa è una messa celebrata ogni anno nella Chiesa cattolica per tutti i membri della professione giuridica, indipendentemente dall'appartenenza religiosa: giudici, avvocati, professori di diritto, studenti di legge, e funzionari di governo, che segna l'apertura dell'anno giudiziario. Attraverso la preghiera e il ringraziamento, la messa rossa richiede la guida dello Spirito Santo per tutti coloro che cercano giustizia e offre alla comunità giuridica l'opportunità di riflettere su ciò che i cattolici credono sia il potere e la responsabilità conferiti da Dio a tutti coloro che esercitano la professione legale.
Originaria dell'Europa durante l'Alto Medioevo, la messa rossa è così chiamata dai paramenti liturgici rossi tradizionalmente indossati nel simbolismo delle lingue di fuoco (lo Spirito Santo) che discesero sugli apostoli a Pentecoste (2:1-4 63). Il suo nome esemplifica anche le vesti scarlatte indossate dai giudici reali che partecipavano alla messa secoli fa.
In molti paesi con una tradizione protestante, come l'Inghilterra, il Galles e l'Australia, si tiene un servizio simile in chiesa per segnare l'inizio dell'anno legale, con i giudici che indossano abitualmente le loro insegne cerimoniali.

## Storia
La prima messa rossa di cui si ha notizia fu celebrata nella Cattedrale di Parigi nel 1245. In alcune località della Francia si celebrava la messa rossa in onore di Sant'Ivo, patrono degli avvocati. Da lì, si diffuse nella maggior parte dei paesi europei. La tradizione iniziò in Inghilterra intorno al 1310, durante il regno di Edoardo II. All'apertura di ogni legislatura vi partecipavano tutti i membri del Collegio e dell'Ordine degli avvocati. Oggi la messa rossa viene celebrata ogni anno nella Cattedrale di Westminster.
Negli Stati Uniti, la prima messa rossa si tenne nel 1877 presso la chiesa dei Santi Pietro e Paolo di Detroit, in Michigan, presso il Detroit College, come all'epoca era conosciuta l'Università di Detroit Mercy. L'UDM School of Law ha ripreso la tradizione a partire dal 1912 e continua a tenerla annualmente. A New York, una messa rossa fu celebrata per la prima volta nel 1928 presso la chiesa di Sant'Andrea, vicino ai tribunali di Foley Square, celebrata dal cardinale Patrick Joseph Hayes, che sostenne con forza la parte della comunità legale nell'evangelizzazione.
In Canada, la Messa rossa fu celebrata per la prima volta a Québec nel 1896, a Toronto nel 1924 e a Montréal nel 1944. Il suo patrocinio venne assunto dalla Gilda di Nostra Signora del Buon Consiglio nel 1931 e da quella degli avvocati di Toronto dal 1968. È stata rifondata a Sydney, in Australia, nel 1931.

## Messa rossa oggi
La principale differenza tra la messa rossa e una messa tradizionale è che il fulcro della preghiera e delle benedizioni si concentra sui ruoli di leadership dei presenti. I doni dello Spirito Santo: sapienza, intelletto, consiglio e fortezza, sono di solito invocati sui presenti.

### Irlanda
In Irlanda, la Messa votiva dello Spirito Santo (la Messa rossa) si tiene ogni anno il primo lunedì di ottobre, che è il primo giorno del termine della legge di San Michele. La cerimonia si tiene presso la chiesa cattolica di St. Michan, che è la chiesa parrocchiale delle Quattro Corti. Vi partecipano la magistratura irlandese, avvocati e procuratori legali, oltre a rappresentanti del corpo diplomatico, Gardaí, della magistratura nordirlandese, inglese e scozzese. I magistrati non indossano le loro vesti giudiziarie, sebbene venga indossato un abito formale da mattina. Il giornalista Dearbhail McDonald l'ha descritta come "un grave e necessario promemoria degli straordinari poteri e responsabilità di tutti coloro che dispensano giustizia, inclusi giudici, avvocati, governo e gardaí". Una cerimonia parallela si tiene nella chiesa irlandese di St. Michan (protestante anglicana).

### Filippine
Nelle Filippine, la De La Salle University, la Xavier University, l'Ateneo de Cagayan e altre scuole dei gesuiti e la Holy Angel University celebrano ogni anno la messa rossa, che chiamano "Messa dello Spirito Santo". Anche l'Università di Santo Tomás, il Colegio de San Juan de Letran (domenicani) e l'Università di San Beda (benedettini) celebrano la messa rossa, nota come Misa de Apertura, che è seguita dal Discurso de Apertura per aprire formalmente l'anno accademico.

### Scozia
In Scozia, ogni anno in autunno si tiene una messa rossa nella cattedrale cattolica di St. Mary a Edimburgo per celebrare l'inizio dell'anno giudiziario scozzese. Vi partecipano giudici cattolici dell'Alta Corte di giustizia, sceriffi, avvocati e studenti di giurisprudenza, tutti vestiti con le loro toghe d'ufficio. Le vesti del Lords Commissioner of Justiciary sono rosse con il bianco.

### Stati Uniti d'America
Una delle messe rosse più conosciute è quella celebrata ogni autunno nella Cattedrale di San Matteo a Washington, la domenica che precede il primo lunedì di ottobre (la Corte Suprema si riunisce il primo lunedì di ottobre). È sponsorizzata dalla John Carroll Society e vi partecipano alcuni giudici della Corte Suprema, membri del Congresso, il corpo diplomatico, il Gabinetto e altri dipartimenti governativi e talvolta il Presidente degli Stati Uniti. Ogni anno, in occasione del brunch successivo alla messa rossa, la Società conferisce i suoi Pro Bono Legal Service Awards per ringraziare avvocati e studi legali che hanno fornito un servizio eccezionale.
La giudice Ruth Bader Ginsburg, che era ebrea, era solita partecipare alla messa rossa con i suoi colleghi cristiani all'inizio del suo mandato alla Corte, ma in seguito smise di partecipare a causa della sua obiezione all'uso di immagini di feti abortiti durante un'omelia contro l'aborto.
La prima messa rossa negli Stati Uniti fu celebrata nella chiesa dei Santi Pietro e Paolo (Detroit) nel 1877, sotto gli auspici di quella che oggi è l'Università di Detroit Mercy. La tradizione è stata ripresa nel 1912 e da allora si tiene ogni anno. Questa messa rossa è la più antica che si tiene ininterrottamente negli Stati Uniti. La più nota messa rossa di New York fu celebrata per la prima volta nel 1928. La prima messa Rossa a Boston fu celebrata il 4 ottobre 1941 presso la Immaculate Conception Church sotto gli auspici del Boston College. Una messa rossa viene celebrata anche presso la cattedrale di San Giuseppe nella diocesi di Manchester, nel New Hampshire, presso l'Università di San Diego, e presso la Basilica dell'Assunta nell'arcidiocesi di Baltimora. Una messa rossa fu officiata per la prima volta a Washington nel 1939 presso il Santuario Nazionale dell'Immacolata Concezione. Ha continuato come un evento annuale sotto gli auspici della facoltà di legge dell'Università Cattolica d'America. Si è tenuta a gennaio in concomitanza con l'apertura del Congresso. Nel 1953 fu trasferita nella Cattedrale di San Matteo, ma continuò a tenersi all'inizio dell'anno fino al 1977.